# Гнеотино
Гнеотино (на македонска литературна норма: Гнеотино) е село в южната част на Северна Македония, община Новаци.

## География
Селото е разположено в източната част на Пелагонийското поле, източно от град Битоля.

## История
В XIX век Гнеотино е изцяло българско село в Битолска кааза на Османската империя. На австро-унгарската военна карта е отбелязано като Неготин (Negotin). Според статистиката на Васил Кънчов („Македония. Етнография и статистика“) от 1900 година Гнеотино има 300 жители, всички българи християни.
На Етнографската карта на Битолския вилает на Картографския институт в София от 1901 година Неготино е чисто българско село в Битолската каза на Битолския санджак с 44 къщи.
В началото на XX век християнското население на селото е под върховенството на Българската екзархия. По данни на секретаря на екзархията Димитър Мишев („La Macédoine et sa Population Chrétienne“) в 1905 година в Гнеотино има 360 българи екзархисти.
По време на българското управление на Вардарска Македония през Първата световна война Гнеотино е част от Бродска община в Битолска селска околия и има 164 жители.
Според преброяването от 2002 година селото има 32 жители, всички северномакедонци.
| Националност     | Всичко |
| северномакедонци | 32     |
| албанци          | 0      |
| турци            | 0      |
| роми             | 0      |
| власи            | 0      |
| сърби            | 0      |
| бошняци          | 0      |
| други            | 0      |

- Църква „Свети Стефан“
- Църква „Свети Никола“